# Bedecs vára
Bedecs várának romjai Bedecs (románul Bedeciu ) falu határában, a mai Romániában, Kolozs megyében találhatóak.

## Leírása
A Gyalui-havasok északnyugati részében, a Lonka-patak mellett fekvő Bedecs falutól 2,5 kilométerre, keletre, a Vár völgye és a Kapus patak által határolt, fenyvessel borított hegynyúlványon található Bedecs várának csekély maradványa. A várról okleveles említés nem maradt fenn, ám maradványai alapján eredete a XIII. századra vagy a XIV. századra tehető.
Az egykor kettős árokkal körülvett vár területe 40x15 méter. Felszínét a kincskeresők megbolygatták, ezért a vár alaprajza nehezen kivehető. A Kapus patak felé eső északi oldalon 2 méter hosszú 1-1,5 méter magas várfal maradványok láthatók.